# 宮內沙矢
宮內沙矢（3月9日—）、血型A型、日本漫畫家。

## 作品
- 《赤裸少年》系列
  1. 赤裸少年、全1冊、原名
  2. 赤裸少年之春天BLUE、全1冊、原名
- 愛情不結晶、全3冊、原名
- 變身情人、2冊、原名
- 猴子帥哥、全2冊、原名
- 永遠的伙伴、全1冊、原名
- 天使的祝福、全1冊、原名
- 戀愛新規定、全1冊、原名
- 我的大玩偶、全1冊、原名
- 筆順的問題、全1冊、原名
- 瘋狂校園青春碰、全1冊
- 美的變身、全1冊、原名
- 145CM的魅力、全1冊、原名
- 甜蜜色狼、全1冊、原名
- 愛犬萊西、全1冊、原名

## 外部連結
- （日語）
- "みやうち沙矢" - 搜索 Google 圖書
- "宮內沙矢" - 搜索 Google 圖書